# 斎藤保義
斎藤 保義（さいとう やすよし、1900年〈明治33年〉10月22日 - 1992年〈平成4年〉11月30日）は、日本の銀行家。元東京銀行監査役。
次女は国際基督教大学名誉教授の斎藤美津子、長男は元毎日新聞社会長の斎藤明。

## 経歴
京都市出身。斎藤駒三郎の二男。
1922年（大正11年）に旧制第三高等学校文科丙類を卒業、1925年（大正14年）東京帝国大学法学部政治学科を卒業し、同年正金銀行に入り頭取席東京、上海、巴里、横浜、西貢各支店に勤務したが、同行閉鎖に依り東京銀行に引継がれ1947年（昭和22年）浅草支店長。1953年（昭和28年）5月監査役に選ばれる。墓所は多磨霊園。

## 人物
趣味は散歩、水泳。宗教はキリスト教。京都市上京区在籍。

## 家族・親族
- 父・駒三郎[2]
- 妻・初枝（大塚英太郎の長女[3]）
- 長女・美代子（井上孝の妻[3]）
- 次女・美津子（福永一臣の妻[4]）
- 三女・良子（福田歓一の妻[3]）
- 長男・明[3]
  - 同妻・冨佐子（嶺駒夫の長女、妹は元内閣総理大臣福田康夫の妻である貴代子[5]）
- 次男・洋（東京大学名誉教授、薬学者[4]）
  - 同妻・邦子（実業家・政治家櫻内幸雄（元大蔵大臣）の孫、実業家櫻内乾雄（元中国電力会長）の長女[4]）
- 四女・恵子（竹内昭夫の妻）
- 五女・愛子（前田庸の妻）